# Coxicerberus syrticus
Coxicerberus syrticus är en kräftdjursart som först beskrevs av Brian Frederick Kensley 1984.  Coxicerberus syrticus ingår i släktet Coxicerberus och familjen Microcerberidae. Inga underarter finns listade i Catalogue of Life.